# 八本松南
八本松南（はちほんまつみなみ）とは、東広島市の町丁。一丁目から八丁目まで設定されており、全域で住居表示が実施されている。

## 概要
西条町寺家と八本松町原に東西を挟まれる形で、南北に細長い町域を有する。八本松南八丁目のみ飛地になっており、西条町寺家によって四方を囲われている。
ほぼ全域が住宅地となっており、大規模な商業施設などはない。

## 交通

### 鉄道
町内に鉄道路線は通っていない、最寄り駅は八本松駅（八本松町飯田）。

### バス
芸陽バスとJRバス中国が町内を走るバスを運行している。

#### 芸陽バス・JRバス中国共同運行
- 八本松駅 - 広島大学[注釈 1]

#### 芸陽バス
- 八本松駅 - 吉川工業団地

### 道路

#### 高速道路
町内に高速道路は通っていない。

#### 一般国道
- 国道2号 - 西条バイパスとして供用

#### 主要地方道
- 広島県道67号馬木八本松線

## 施設
- 広島県立教育センター
- 東広島市立八本松中学校
- ショージ八本松南店
- 妙福寺
- 八本松郵便局

## 学区
公立小・中学校に通学する場合、八本松小学校および八本松中学校に通学することになる。

## 人口・世帯数
2024年9月末での人口、世帯数は以下の通りである。
|        | 人口 | 世帯数 |
| ------ | ---- | ------ |
| 一丁目 | 447  | 192    |
| 二丁目 | 619  | 286    |
| 三丁目 | 314  | 162    |
| 四丁目 | 974  | 454    |
| 五丁目 | 361  | 204    |
| 六丁目 | 398  | 182    |
| 七丁目 | 528  | 220    |
| 八丁目 | 652  | 245    |